# Ульріх Кнакфусс
Ульріх Кнакфусс (нім. Ulrich Knackfuß; 18 червня 1920, Вільгельмсгафен — 10 червня 1944, Біскайська затока) — німецький офіцер-підводник, оберлейтенант-цур-зее крігсмаріне.

## Біографія
1 жовтня 1938 року вступив на флот. В травні-грудні 1941 року — вахтовий офіцер на підводному човні U-48, з 14 січня 1942 року — на U-257. В лютому-травні 1943 року пройшов курс командира човна і був направлений на будівництво U-345. З 3 травня по 23 грудня 1943 року — командир U-345, з 1 січня 1944 року — U-821, на якому здійснив 2 походи (разом 30 днів у морі). 10 червня U-821 був потоплений в Біскайській затоці західніше Бреста (48°31′ пн. ш. 05°11′ зх. д.) глибинними бомбами британського бомбардувальника «Ліберейтор» і чотирьох бомбардувальників «Москіто». 1 член екіпажу був врятований, 50 (включаючи Кнакфусса) загинули.

## Звання
- Кандидат в офіцери (1 жовтня 1938)
- Морський кадет (1 липня 1939)
- Фенріх-цур-зее (1 грудня 1939)
- Оберфенріх-цур-зее (1 серпня 1940)
- Лейтенант-цур-зее (1 квітня 1941)
- Оберлейтенант-цур-зее (1 січня 1943)